# Alexandru Tzaicu
Alexandru Tzaicu (Țaicu) (n. 22 aprilie 1883, Tabăra, comuna Bivolari, județul Iași – d. 7 februarie 1958, Hârlău) a fost un medic chirurg român cunoscut pentru a fi primul chirurg care s-a auto-operat de hernie inghinală.

## Biografie

Fotografie din timpul auto-operației de hernie inghinală realizată de Alexandru Tzaicu în 1909 (asistat de profesorul Ernest Juvara).

Alexandru Tzaicu a urmat studiile liceale și medicale la Iași, fiind bursier al fondului Adamachi al Academiei Române. În 1909, pentru a demonstra calitățile metodei de rahianestezie pusă la punct de chirurgii Thoma Ionescu și Amza Jianu, Alexandru Tzaicu a realizat o auto-operație de hernie inghinală. Această intervenție chirurgicală, descrisă în lucrarea care i-a permis ulterior obținerea doctoratului în chirurgie, a fost posibilă datorită progreselor înregistrate în anestezia rahidiană. Aplicâd rahi-stricno-stovainizarea, o metodă pusă la punct de Thoma Ionescu și Amza Jianu ce consta în injectarea de stricnină și stovaină, Alexandru Tzaicu s-a auto-operat de hernie inghinală stângă, fiind prima auto-intervenție de acest fel realizată în lume (următoarea premieră fiind auto-operația pentru apendicită realizată în 1921 de chirurgul american Evan O'Neill Kane⁠(en)[traduceți] sub anestezie locală cu novocaină). Operația s-a desfășurat în poziție șezândă, chirurgul fiind asistat de profesorul Ernest Juvara, profesor de anatomie chirurgicală la Facultatea de Medicină din Iași. Au fost prezenți fotografi care au relatat ulterior în presă desfășurarea operației. Intervenția chirurgicală a fost descrisă într-un articol publicat în revista La Presse Médicale.	
Extrase din acest articol, conținând relatarea desfășurării intervenției făcută de doctorul Tzaicu, au fost publicate ulterior de Raymond Nogué în volumul dedicat anesteziei din Tratatul de stomatologie și de Thoma Ionescu în lucrarea sa Rahianestezia generală, lucrări publicate la Paris în 1919 și, respectiv, 1919.
După obținerea doctoratului, Alexandru Tzaicu a lucrat ca medic chirurg la spitale din Iași și ulterior a deschis o clinică privată, Sanatoriul Dr. Tzaicu, situată pe strada Zmeu și apoi pe Bulevardul Carol I, între Universitatea din Iași și Liceul Internat. A desfășurat o importantă activitate în domeniul chirurgei reconstructive. Clinica a fost naționalizată după instaurarea regimului comunist.

Reclamă pentru Sanatoriul Dr. Tzaicu publicată în ziarul ieșean Opinia din 12 decembrie 1913.

A fost o personalitate cunoscută a Iașului, Topîrceanu dedicându-i o epigramă:
„Chirurgului dr. Tzaicu
Noi, amândoi, avem destul talent,
Dar știi ce-mi spune Muza speriată?
Ca dumneata să-mi fii mereu client,
Iar eu al dumitale, niciodată!”— George Topîrceanu
Ulterior s-a mutat la București unde a profesat în continuare, avându-l ca pacient, între alții, pe Alexandru Tzigara-Samurcaș pe care l-a operat în mai 1938 de o hernie inghinală dreaptă.
Alexandru Tzaicu a fost un timp medic la CFR și, în ultimii ani de activitate, a fost preocupat de apicultură și de proprietățile medicale ale preparatelor apicole.

## Familia
Alexandru Tzaicu a fost căsătorit cu Aline Tzaicu (1888-1972), născută Cantacuzino, militantă feministă, semnatară a Petiției femeilor române din 16 iunie 1917 adresată Senatului României în care se cerea acordarea de drepturi politice și civile.
Soții Tzaicu au avut doi copii: Mircea Tzaicu (1915-1952), medic, colaborator al profesorului Theodor Burghele la înființarea spitalului „Sf. Iosif” (numit ulterior, în 1948, Spitalul Panduri și, din 1991, Spitalul Clinic de Urologie „Theodor Burghele”) și Magda Tzaicu (1912-1953), căsătorită cu George Miclescu (1904-1992), comandor de aviație, comandant al Grupului 5 Vânătoare în timpul bătăliei de la Odessa.
Alexandru, Aline, Mircea și Magda Tzaicu sunt înmormântați în cimitirul de pe lângă Biserica Sfântul Nicolae din Călinești-Bucecea, ctitorie a familiei Miclescu.